# 喜安朗
喜安 朗（きやす あきら、1931年8月 - ）は、日本の西洋史学者、日本女子大学名誉教授。専門は、フランス近代史、都市社会史、民衆史。

## 人物・経歴
東京生まれ。東京大学文学部西洋史学科1954年卒業、同大学院人文科学研究科博士課程満期退学。信州大学助教授、日本女子大助教授、教授。2000年退任、名誉教授。

## 著書
- 『革命的サンディカリズム――パリ・コミューン以後の行動的少数派』（河出書房新社 1972年／五月社 1982年）
- 『民衆運動と社会主義――ヨーロッパ現代史研究への一視角』（勁草書房 1977年）
- 『パリの聖月曜日――19世紀都市騒乱の舞台裏』（平凡社 1982年／岩波現代文庫 2008年）
- 『近代フランス民衆の<個と共同性>』（平凡社 1994年）
- 『夢と反乱のフォブール――1848年パリの民衆運動』（山川出版社 1994年）
- 『これからの世界史（7）近代の深層を旅する』（平凡社 1996年）
- 『天皇の影をめぐるある少年の物語――戦中戦後私史』（刀水書房 2003年）
- 『パリ――都市統治の近代』（岩波新書 2009年）
- 『民衆騒乱の歴史人類学――街路のユートピア』（せりか書房 2011年）
- 『転成する歴史家たちの軌跡―網野善彦、安丸良夫、二宮宏之、そして私』（せりか書房 2014年）

### 共著
- （川北稔）『大都会の誕生―出来事の歴史像を読む』（有斐閣選書 1986年）
  - 『大都会の誕生―ロンドンとパリの社会史』（ちくま学芸文庫 2018年）
- （成田龍一・岩崎稔）『立ちすくむ歴史―E・H・カー『歴史とは何か』から50年』（せりか書房 2012年）

### 編著・共編
- オノレ・ドーミエ『ドーミエ 諷刺画の世界』（岩波文庫 2002年）
- （安丸良夫と）『戦後知の可能性 ――歴史・宗教・民衆 』（山川出版社 2010年）
- （北原敦・岡本充弘・谷川稔と）『歴史として、記憶として　「社会運動史」1970～1985』（御茶の水書房 2013年）

### 訳書
- リサガレー『パリ・コミューン――1871年コミューンの歴史』（現代思潮社 1968年）
- トクヴィル『フランス二月革命の日々――トクヴィル回想録』（岩波文庫 1988年）
- ルイ・シュヴァリエ『労働階級と危険な階級――19世紀前半のパリ』（みすず書房 1993年）
- マルタン・ナド『ある出稼石工の回想』（岩波文庫 1997年）
- ジャック＝ルイ・メネトラ『わが人生の記――18世紀ガラス職人の自伝』（白水社 2006年）

## 参考
- 喜安朗先生略年譜・著作目録 (喜安朗教授退任記念号) 史艸 2000-11